# Pegoscapus williamsi
Pegoscapus williamsi är en stekelart som först beskrevs av Grandi 1923.  Pegoscapus williamsi ingår i släktet Pegoscapus och familjen fikonsteklar. Inga underarter finns listade i Catalogue of Life.